# アレハンドロ・ベリオ
アレハンドロ・ベリオ（Alejandro Berrio、1976年8月7日 - ）は、コロンビアの男子プロボクサー。カルタヘナ出身。元IBF世界スーパーミドル級王者。

## 来歴
1997年2月28日、プロデビューを果たし初回KO勝ち。
1998年11月6日、ジャイロ・ヘスス・シリスと対戦し初黒星となる5回KO負け。
2000年8月26日、ジミー・サラスと対戦し初回KO勝ち。
2001年1月13日、テオドシオ・ヒメネスとFECARBOX中米ミドル級王座決定戦を行い2回TKO勝ちで王座獲得に成功した。
2001年7月27日、オドリン・ベロと対戦し11回KO勝ちで初防衛に成功した。
2002年8月9日、WBOラテンアメリカミドル級王者ジャビエル・カスティーヨと対戦し10回TKO勝ちで王座獲得に成功した。
2002年11月30日、ロスマン・ヘンリーと対戦し初回KO勝ちで2度目の防衛に成功した。
2003年3月29日、エリック・ミッチェルと対戦し初回TKO負け。
2004年11月20日、 IBOインターコンチネンタルライトヘビー級王者カール・ハンディーと対戦し8回セコンドによる棄権で王座獲得に成功した。
2005年12月3日、IBF世界スーパーミドル級王者ジェフ・レイシーへの挑戦権をかけてロベルト・ステイグリッツと対戦。しかし11回35秒TKO負けでレイシーへの挑戦権獲得に失敗した。
2006年5月19日、ユサフ・マックとジョー・カルザゲへの指名挑戦権を賭けて対戦し6回2分31秒TKO勝ちでカルザゲへの挑戦権を獲得した。
2007年3月3日、ロベルト・ステイグリッツと2度目の対戦となるIBF世界スーパーミドル級王座決定戦を行い3回に2度ダウンを奪いレフェリーがストップ。3回2分40秒TKO勝ちでステイグリッツにリベンジを果たして王座獲得に成功した。
2007年10月19日、モントリオールのベル・センターでルシアン・ブーテと対戦し11回1分27秒TKO負けで初防衛に失敗し王座から陥落した。
2008年7月3日、エリアス・ルイスと対戦し3回TKO勝ち。
2009年10月19日、ファン・フランシスコ・レイエスと対戦し初回TKO勝ち。
2010年9月3日、フェリックス・ホセ・エルナンデスと対戦し10回3-0(2者が100-90、99-91)の判定勝ち。
2011年2月26日、アントウン・エチョルスと対戦し3回1分4秒TKO勝ち。
2012年7月19日、フルゲンシオ・スニガと対戦したが3回と7回にダウンを奪うが、7回にダウンを奪った後に痛烈な逆襲を受け7回57秒大逆転KO負け。
2013年11月1日、フルゲンシオ・スニガと再戦し10回3-0(97-93、99-94、99-93)の判定勝ち。
2014年9月26日、WBFインターコンチネンタルクルーザー級王者ダミール・ベルホと対戦し5回開始5秒右手を骨折したため王座獲得に失敗した。

## 獲得タイトル
- FECARBOX中米ミドル級王座
- WBOラテンアメリカミドル級王座
- IBOインターコンチネンタルライトヘビー級王座
- 第13代IBF世界スーパーミドル級王座（防衛0）